# Воробьёв, Дмитрий Вадимович
Дмитрий Вадимович Воробьев (бел. Дзмітрый Вадзімавіч Вараб’ёў; род. 29 октября 2001, Лужесно, Витебская область) — белорусский футболист, защитник клуба «Витебск».

## Биография
Воспитанник клуба «Витебск», где в 2018 году начал играть за дубль. В 2021 году начал привлекаться в основной состав. Дебютировал в высшей лиге 24 июля 2021 года в матче против минского «Динамо» (1:3), когда вышел на замену в конце матча. Он продолжал играть за дубль, редко появляясь в основном составе.
В апреле 2023 года Воробьев продлил контракт с витебским клубом до конца 2024 года.

## Статистика
| Сезон | Дивизион | Клуб    | Страна        | Матчи | Голы |
| ----- | -------- | ------- | ------------- | ----- | ---- |
| 2018  | дубль    | Витебск | Флаг Беларуси |       |      |
| 2019  | дубль    | Витебск | Флаг Беларуси | 9     | 1    |
| 2020  | дубль    | Витебск | Флаг Беларуси | 21    | 2    |
| 2021  | Д1       | Витебск | Флаг Беларуси | 2     | 0    |
| 2022  | дубль    | Витебск | Флаг Беларуси | 16    | 1    |